# Pressluftlokomotive
Pressluftlokomotiven oder  Druckluftlokomotiven sind Kolbenlokomotiven, die in Hochdruckflaschen Pressluft für ihren Betrieb mitführen. Früher wurden sie als Grubenlokomotive vor allem im Kohlebergbau unter Tage oder in der chemischen Industrie eingesetzt, weil zu ihrem Betrieb kein Feuer nötig ist und sie deshalb auch in zündfähigen Umgebungen eingesetzt werden können.
Pressluftlokomotiven müssen an dafür vorgesehenen Stationen wieder mit Pressluft versorgt werden. Wegen der beengten Einsatzverhältnisse werden Pressluftlokomotiven meist als Schmalspur-Fahrzeuge ausgeführt.

## Geschichte
Anfang des 19. Jh. schlug ein Hr. Baader aus München eine Druckluftlokomotive vor. Der Vorschlag wurde 1833 von Henschel & Sohn in Kassel umgesetzt.

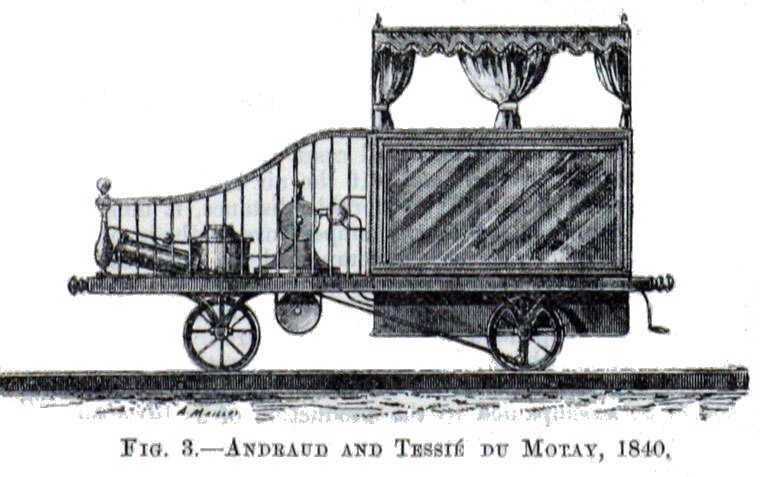
Wagen von Andraud und Tessié du Motay

Der Erfinder Antoine Andraud und der Chemiker Cyprien Marie Tessié du Motay aus Paris bauten 1839 ein Fahrzeug mit Druckluftantrieb, das im Juli 1840 Probefahrten zwischen Paris und Versailles ausführte, allerdings ohne Wagen zu ziehen.
Das Fahrzeug verfügte bereits über eine Hitzkasten genannte Vorrichtung für die Erwärmung der Luft beim Druckminderer.
Damit wurde zum einen verhindert, dass die restliche Luftfeuchtigkeit beim Entspannen der Druckluft zu Eisbildung in den Zylindern führen kann, und zum anderen eine Druckerhöhung des Arbeitsgases erreicht, was eine effizientere Ausnutzung des Druckluftvorrats bedeutet.
Das Versuchsfahrzeug hatte einen 500-Liter-Luftbehälter, der mit 16 atm Druckluft geladen wurde, die auf 4 atm entspannt wurde, bevor sie den Zylindern zugeführt wurde. Bei einer Versuchsfahrt mit acht Personen auf dem Wagen schaffte es dieser nur 1000 m weit, bevor die Druckluft aufgebraucht war. Die mittlere Geschwindigkeit betrug 10 französische Meilen in der Stunde, was 39 km/h entspricht.
1850 baute Andraud eine Lokomotive für 100 atm Kesseldruck. Der Druck konnte aber nicht erreicht werden, weil keine geeigneten Antriebsmaschinen für die Kompressoren zur Verfügung standen und diese deshalb von Hand angetrieben werden mussten.
Für den in den 1880er Jahren von Edward Watkin begonnenen, aber nie fertiggestellten Tunnel unter dem Ärmelkanal waren Pressluftlokomotiven als Traktion vorgesehen. Eine von Beaumont konstruierte Maschine wurde vorgeführt.
1900 ließ die Chemins de fer de l’Ouest vier Druckluftlokomotiven nach dem Mékarski-System bauen, das bereits zuvor erfolgreich bei Drucklufttriebwagen verwendet wurde. Diese waren für den Rangierbetrieb im Bahnhof Invalides notwendig, wo die teilweise unterirdische Lage den Einsatz der üblichen Dampflokomotiven nicht zuließ.

## Galerie

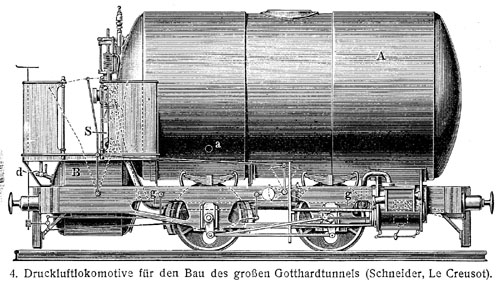
Druckluft-Lokomotive für den Bau des Gotthardtunnels
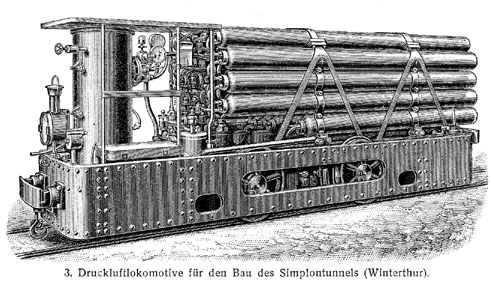
Druckluft-Lokomotive für den Bau des Simplon-Tunnels
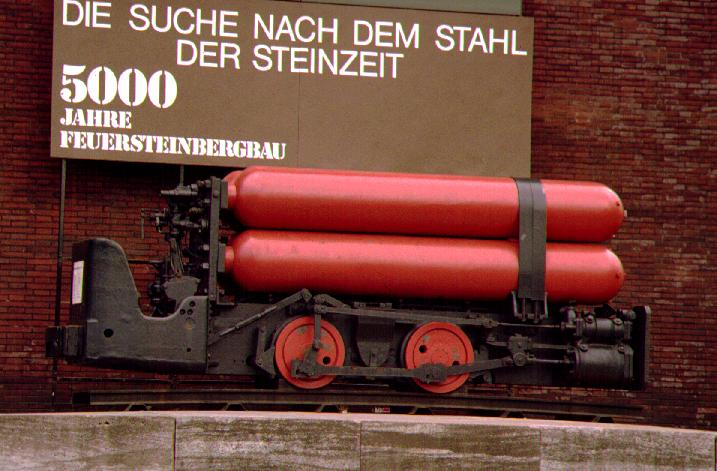
Druckluft-Lokomotive am Bergbaumuseum in Bochum
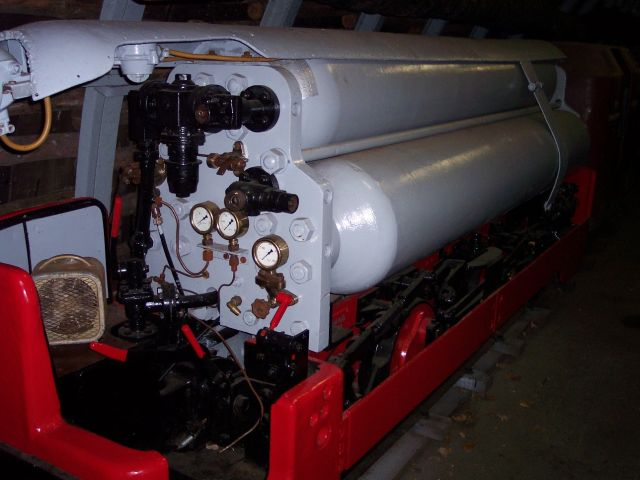
Pressluftlokomotive (Grubenlokomotive)